# Pedro de Rojas y Briones
Pedro de Rojas y Briones fue un economista y político peruano. 
Fue miembro del Congreso General Constituyente de 1827 por el departamento de La Libertad. Dicho congreso constituyente fue el que elaboró la segunda constitución política del país.